# IG Port
IG Port (japonsky 株式会社IGポート, Kabušiki gaiša Ai Dží Póto) je japonská holdingová společnost založená 1. prosince 2007 po dohodě o sloučení holdingových společností animačního studia Production I.G a nakladatelství mangy Mag Garden.
Oznámení o sloučení mezi společnostmi Production I.G a Mag Garden proběhlo 4. července 2007. Měsíc před sloučením byla původní firma, Production I.G, přeměněna na holdingovou společnost. Spolu se změnou názvu převedla společnost většinu svých dřívějších povinností a managementu na nově vytvořenou dceřinou společnost Production I.G. Po sloučení s Mag Garden měl IG Port (holdingové společnosti Magu a „starého“ I.G) v plném vlastnictví dceřiné společnosti Xebec, Mag Garden a „nové“ Production I.G.
V roce 2014 IG Port oznámilo, že zakládá nové dceřiné animační studio Signal.MD. Jeho cílem je vyvíjet technologie pro plnou digitální animaci a chytrá zařízení. Mělo by také produkovat animovanou tvorbu zaměřující se na děti a rodiny. Kacudži Morišita, člen představenstva Production I.G, je prezidentem studia SIGNAL.MD.
Dne 20. listopadu 2018 byla dceřiná společnost Xebec, které se v posledních letech zvyšoval schodek, prodána studiu Sunrise.